# Gianluca Zambrotta
Gianluca Zambrotta, född 19 februari 1977 i Como i Italien, är en italiensk fotbollstränare och före detta spelare som var ytterback i Italiens landslag. Zambrotta var med och vann VM 2006 och utsågs till back i all star-laget efter turneringen.
På klubbnivå har Zambrotta haft stora framgångar med Juventus där han vann Serie A fyra gånger. I samband med den stora domarskandalen i Italien 2006 blev emellertid Juventus fråntagna sina två senaste ligaguld och klubben tvångsnedflyttades till Serie B. I juli 2006 värvade spanska mästarna FC Barcelona Zambrotta för 14 miljoner euro.
2013 tog Zambrotta över som spelande tränare i schweiziska andraliga-laget FC Chiasso, en roll han hade till slutet på 2014, då han slutade som spelare och enbart blev tränare.

## Meriter
- VM i fotboll: 2002, 2006 (världsmästare 2006)
- EM i fotboll: 2000, 2004, 2008
- Italiensk mästare: 2002, 2003, 2011
- Italienska supercupen: 2011